# Hrvatska pošta
HP-Hrvatska pošta d.d è una società per azioni (in croato: dioničko društvo) controllata dal governo croato che gestisce il servizio postale in Croazia.
HP è membro è fondatore dell'associazione degli operatori postali pubblici europei (PostEurop) ed è membro dell'Unione Postale Universale (UPU).

## Storia
L'azienda è nata il 1º gennaio 1999 dalla scissione in due aziende separate della compagnia HPT-Hrvatska pošta i telekomunikacije (HPT-Poste e telecomunicazioni della Croazia): una si sarebbe occupata del servizio postale, l'altra delle telecomunicazioni.